# Code2000
Code2000 — назва одного цифрового шрифту, характерною особливістю якого є підтримка дуже великої кількості символів. Шрифт придуманий і втілений дизайнером Джеймсом Кассом, його завдання полягало в тому, щоб включити в шрифт якомога більше символів стандарту Юнікод. Шрифт підтримує шрифтовий формат Opentype.
Також існують шрифти Code2001, Code2002 і Code20X3, що є подальшим розвитком Code2000. Шрифт доступний під умовно-безкоштовною ліцензією для завантаження з авторського сайту.

## Інші Юнікод-шрифти
Окрім Code2000 існують інші юнікод-шрифти, які, хоч і містять менше символів, проте підтримують більшість мов світу (скороченню піддалися екзотична частина, на зразок вузликового індіанського письма). Це шрифти Arial Unicode MS, Lucida Sans Unicode, TITUS Cyberbit Basic і Free software Unicode fonts.

## Символьні таблиці, що підтримуються

### Охоплені алфавіти Юнікоду
- Основний латинський алфавіт
- Латинський-1
- Латинський Розширений-А
- Латинський Розширений-Б
- Міжнародний фонетичний алфавіт
- Пропуски різної товщини
- Комбіновані знаки діакритики
- Грецький алфавіт
- Коптський алфавіт
- Кирилиця
- Додаткові знаки кирилиці
- Вірменський алфавіт
- Іврит
- Арабський алфавіт
- Сирійський алфавіт
- Таана
- Деванагарі
- Бенгалі
- Ґурмукхі
- Гуджараті
- Орія
- Таміл
- Телугу
- Каннада
- Малаялам
- Тайський алфавіт
- Лаоський алфавіт
- М'янма
- Грузинський алфавіт
- Хангиль
- Ефіопський алфавіт
- Письмо індіанців черокі
- Єдине складове письмо канадських аборигенів
- Огам
- Рунічна писемність
- Бухід
- Алфавіт кхмерів
- Монгольський
- Латинський розширений додатковий
- Грецький розширений
- Знаки пунктуації
- Верхні і нижні індекси
- Символи валют
- Комбінована діакритика для символів
- Лист Як Символи
- Числові форми
- Стрілки
- Математичні оператори
- Різне Технічний
- Значки керуючі
- Символи оптичного розпізнавання
- Вкладені букви і цифри
- Коробка Малювання
- Блок Елементів
- Геометричні фігури
- Різні символи
- Декоративні
- Шаблони Брайля
- Додаткові стрілочки-Б
- Різні математичні символи-Б
- Додаткові математичні оператори
- Доповнення Радикали ККЯ
- Радикали Кансі
- Символи ідеографічного опису
- Символи ККЯ та знаки пунктуації
- Хіраґана
- Катакана
- Чжуїнь
- Сумісність хангиль джамо
- Канбун
- Чжуїнь розширений
- Закриті листи й місяця ККЯ
- Сумісність ККЯ
- Уніфікований ієрогліфи ККЯ, Розширення-А
- Символи Гексаграми Іцзін
- Уніфіковані ієрогліфи ККЯ
- Склади Йі
- Радикали Йі
- Склади Хангиль
- Ієрогліфи сумісності ККЯ
- Декоративні варіанти букв
- Арабські Декоративний Форми-А
- Поєднання Половини Знаків
- Форми сумісності ККЯ
- Арабські Декоративний Форми-Б
- Форми полуширина і шириною в один крок

## ConScript
- Cirth (ConScript Unicode Registry)
- Ewell (ConScript Unicode Registry)
- Klingon (ConScript Unicode Registry)
- Phaistos (ConScript Unicode Registry)
- Tengwar (ConScript Unicode Registry)